# Пардубицкий край
Па́рдубицкий край (чеш. Pardubický kraj) — административная единица Чешской республики. Впервые был учреждён в ходе административной реформы 1855 года. В своём теперешнем составе образован в июне 2005 года. В нарушение историко-этнографических границ, Пардубицкий край «захватил» в свои пределы как восточную часть собственно Чехии (Богемии), так и северо-западный «кусочек» Моравии. На востоке Пардубицкий край граничит с Оломоуцким краем (Страною ганаков — субэтнической группы мораван), на юго-востоке с Южноморавским краем, на юго-западе с краем Высочина, на западе со Среднечешским краем, на северо-западе с Краловеградецким краем и на северо-востоке с Нижнесилезским воеводством Польши. Административным центром края является город Пардубице.

## География края
Край занимает площадь 4519 км², что соответствует 5,7 % общей площади Чехии. 44,6 % территории используется в сельском хозяйстве, 29,4 % занимают леса. Про Пардубицкий край говорят: «Здесь начинается золотая полоса чешских земель». Ибо именно в Пардубицком регионе располагаются самые плодородные земли Чехии.
Большую площадь края занимают мелкосопочники и возвышенности, протянувшиеся к низинам берегов Эльбы. На границе с Польшей лежит один из самых высоких горных массивов Чехии — Кралицкий Снежник. Северо-запад массива составляют низкие, с плоскими вершинами Орлицкие горы. На юге начинается Железными горами и Ждярскими вершинами Чешско-Моравской возвышенности.
Самой длинной рекой Пардубицкого края является левый приток Эльбы — река Хрудимка. Также по территории края проходит Главный европейский водораздел между Северным и Чёрным морями, служащий естественной границей между собственно Чехией и Моравией.

## Административное деление

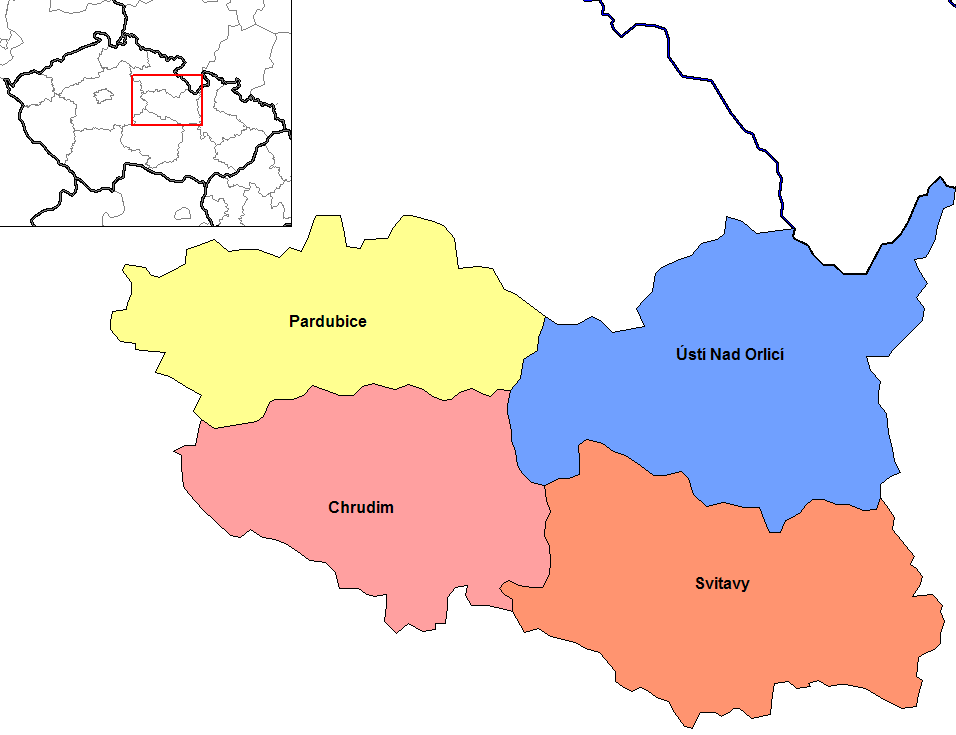
Административная карта края

Край делится на 4 района:
| Район           | Площадь, км² | Население, чел. (2011) | Количество населенных пунктов |
| --------------- | ------------ | ---------------------- | ----------------------------- |
| Пардубице       | 880,09       | 168 423                | 112                           |
| Хрудим          | 992,62       | 103 199                | 108                           |
| Усти-над-Орлици | 1258,31      | 136 760                | 115                           |
| Свитави         | 1378,56      | 103 245                | 116                           |

## Города и население
В крае насчитывается 451 населенных пункта, в которых проживает 507 000 человек (5 % населения Чехии). В поселениях с количеством жителей менее 500 проживает 14 % всего населения края. В городах с числом жителей более 10 000 человек проживает 42 % населения, в административном центре края Пардубице живёт 18 % населения.
Ниже приведён список крупнейших городов:
| Город             | Население |
| ----------------- | --------- |
| Пардубице         | 90 171    |
| Хрудим            | 23 484    |
| Свитави           | 17 476    |
| Ческа-Тршебова    | 16 533    |
| Усти-над-Орлици   | 15 151    |
| Високе-Мито       | 12 390    |
| Моравска-Тршебова | 11 599    |
| Глинско           | 10 452    |
| Литомишль         | 10 231    |

## Экономика и транспорт
Пардубицкий край является аграрно-промышленным регионом. 4 % территории края занято сельскохозяйственными угодьями. Доля обрабатывающего производства в валовом внутреннем продукте края составляет 34 %, торговля занимает 12 %.
Железнодорожная сеть края имеет общую протяженность 500 километров. Через регион проходят важные международные железнодорожные линии Париж — Нюрнберг — Прага — Вена и Берлин — Прага — Брно — Вена. Главная автомагистраль края соединяет города Пардубице и Хрудим. Также осуществляется строительство автобана Прага — Подебради. Важную роль в воздушном сообщении играет аэропорт Пардубице. Помимо гражданского аэропорта в Пардубице также действует военный аэродром. В судоходной части Эльбы грузоперевозки осуществляются водным транспортом, основным портом также является Пардубице.

## Туризм и достопримечательности
В культурной жизни региона туристов привлекают музыкальные фестивали: «Музыкальная весна в Пардубице», музыкальный фестиваль Беджриха Сметаны в Литомишле. В Пардубице имеется драматический театр.
Основные достопримечательности края:
- Литомишльский замок, включенный в список всемирного наследия ЮНЕСКО;
- Пардубицкий замок с экспозициями музея Восточной Чехии;
- Музей марионеток в Хрудиме;
- Африканский музей в Холице.

## Известные уроженцы и жители
- Антонин Махек
- Йиндржих Штырски
- Михал Шлезингр
- Петр Эбен
- Эдуард Хорак
- Оскар Шиндлер
- Смиль Фляшка из Пардубиц